# Орден короля Абдель-Азіза
Орден короля Абдель-Азіза — державна нагорода королівства Саудівська Аравія за громадянські заслуги.

## Історія
Про створення ордена на честь першого короля Саудівської Аравії Абдель-Азіза ібн Сауда було оголошено 20 березня 1971 року. Цим же указом було засновано вищий орден Бадра.
Перше нагородження орденом Абдель-Азіза відбулося в 1976 році.

## Положення
Орденом нагороджуються піддані Саудівської Аравії, а також іноземці за заслуги перед державою і правлячою династією. Нагородження підданих Саудівської Аравії проводитися строго від нижчого ступеня до вищого, при цьому подальше нагородження не може проводиться менш ніж через п'ять років.

## Ступені
- Ланцюг ордена — найвищий ступінь. Вручається главам іноземних держав немусульманського світу.

- Велика стрічка — 1 клас. Інсігнії складаються з золотого знака на широкій черезплечній стрічці, золотої зірки ордена на лівій стороні грудей.

- 2 клас. Золотий знак на широкій черезплечній стрічці зворотних квітів, золотої зірки на лівій стороні грудей.

- 3 клас. Срібний знак на шийній стрічці і золотота зірка на лівій стороні грудей.

- 4 клас. Срібний знак на шийній стрічці і срібна зірка на лівій стороні грудей.

- 5 клас. Срібний знак на шийній стрічці.

- 6 клас. Срібний знак на нагрудній стрічці з розеткою.

- 7 клас. Срібний знак на нагрудній стрічці.

| Орденські планки |                 |                 |                 |                 |                 |                 |
| Кавалер 1 класу  | Кавалер 2 класу | Кавалер 3 класу | Кавалер 4 класу | Кавалер 5 класу | Кавалер 6 класу | Кавалер 7 класу |